# Camiseta
Camiseta (português brasileiro) ou t-shirt (português europeu) ([tiˈʃɐrt]; pronúncia em inglês: [ˈtiː ʃɜːɹt]), é uma pequena camisa, de mangas curtas ou sem mangas, geralmente em malha de algodão, e mais recentemente em vários outros materiais, tais como poliéster.

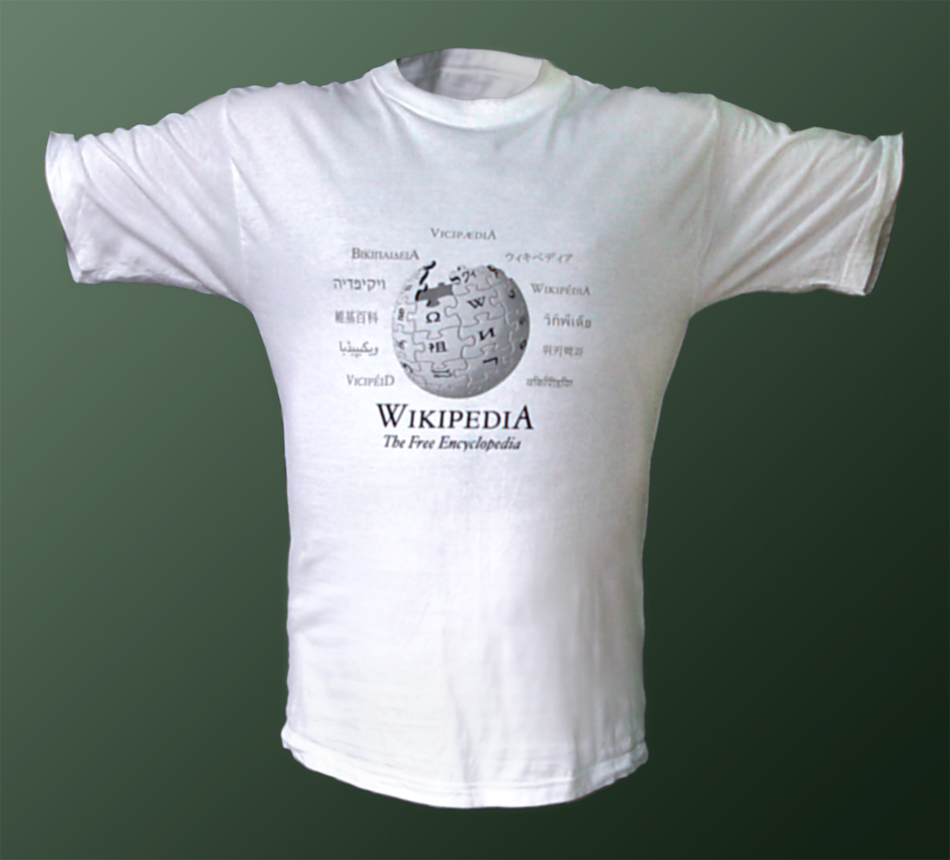
Uma camiseta, com estampa e seu formato característico em forma de T

Trata-se de um elemento do vestuário, que na contemporaneidade é utilizada pelas empresas de moda para estampar imagens e frases chamativas. As estampas podem ser de temática política, artística ou de identificação de um grupo, por exemplo militares, funcionário de uma empresa, torcida de um time de futebol, etc.
O início de tudo se deu com a Revolução Industrial, próximo ao século XVIII, época em que as novas máquinas de produção de malha começavam a fazer parte da indústria têxtil.[carece de fontes?]
No Brasil, somente em meados do século XIX a indústria se movimentou em direção a esta moda, quando se instalaram nos estados da Bahia, Minas Gerais e Rio de Janeiro, unidades de produção que tinham como destaque a utilização de algodão em sua confecção.[carece de fontes?]

## Etimologia e historia
Derivado da palavra "camisa", camiseta é proveniente do latim "camisia", que por sua vez, significa “roupa de dormir” ou “roupa de cama".
Na antiguidade e até a Idade Moderna, a camisia era considerada uma "roupa de baixo" ou roupa íntima. Os antigos romanos utilizavam a peça para usar embaixo da túnica, quase sempre de linho, com a finalidade de proteger da transpiração. Nos primeiras séculos da Idade Média, também eram utilizada para proteger contra o suor e sujeira interna, só que pela nobreza, pois suas roupas eram carregadas de pedras preciosas, e assim, dificilmente eram lavadas. A partir do século XX, esta peça de vestuário transformou-se radicalmente, já que na primeira metade do século, ainda era a primeira roupa acima da pele, para transpiração e proteção ao frio, muito utilizados na Primeira e Segunda Guerra Mundial. Em 1948, a camiseta passa a ser um componente promocional, utilizado pela primeira vez como propaganda de campanha pelo então candidato à presidência dos Estados Unidos, Thomas E. Dewey; e nos anos de 1960, 1970 e 1980, é utilizada para estampar mensagens diversas, suporte para propagandas, carregando símbolos comerciais ou para ostentação de grifes.